# Distrito de Chatkal
El distrito de Chatkal (en kirguís: Чаткал району) es uno de los rayones (distrito) de la provincia de Jalal-Abad en Kirguistán. Tiene como capital la ciudad de Kanysh-Kiya.
- Datos: Q2573212